# Український рух опору часів Голодомору 1932—1933 років
Спротив Голодомору, радянській політиці геноциду українського народу, у 1932—1933 роках мав різні форми: пасивні й ненасильницькі — висловлення незгоди з надмірними планами хлібозаготівель та незадоволення більшовицьким режимом, переховування сільськогосподарської продукції, втеча від голоду з УСРР тощо; активні й збройні — поширення антирадянських закликів в усній та письмовій формі (листівок, співанок тощо), масовий вихід з колгоспів з поверненням раніше відібраного майна, напади та розбирання хлібосховищ і продуктових складів, саботаж хлібозаготівель, напади на відповідальних за хлібозаготівлі партійців, повстання. Опір чинили різні за становищем у радянському суспільстві верстви — як найбільш постраждалі від голоду селяни-одноосібники, колгоспники, бідняки, робітники тощо, так і нерідко місцеві партійні діячі (голови колгоспів, учителі тощо). За дослідженнями низки істориків, проміжок часу з 1 січня до 7 серпня 1932 року характеризується найактивнішим спротивом українського селянства радянській владі й включає форми збройного та мирного опору, тоді як період з 8 серпня 1932 року до 31 грудня 1933 року — переважно пасивним спротивом й водночас найбільшими репресивно-каральними діями з боку більшовицького режиму. Проведений радянською владою Голодомор 1932—1933 років в Україні був вирішальним інструментом у придушенні народного спротиву більшовицькому режиму, який почав зростати в українських селах у 1928—1929 роках й досягнув свого піку восени 1931 — весною-літом 1932 року.

## Передісторія
Стратегія і тактика політики терору голодом виношувалися радянською владою починаючи з 1928 року. Наприкінці 1920-х років комуністичний режим згортає політку НЕПу. У січні 1928 року радянська влада запроваджує примусові хлібозаготівлі. Наприкінці 1920-х — на початку 1930-х років більшовицьке керівництво з метою утвердження соціялістичного сектору економіки в СРСР, нарощення військової сили, підпорядкування суспільства партійно-державними органами влади та встановлення в країні особистої диктатури Йосипа Сталіна почало проводити насильницьку колективізацію сільського господарства, «розкуркулення» селян, боротьбу з релігією, депортації, хлібозаготівельні кампанії, масовий терор на селі, посилення експлуатації селянства. Це викликало у 1928 році в Україні значний ріст селянських повстань. Ці виступи, зі загрозою очікуваної тоді близької війни СРСР зі західними державами та Японією, досягнув свого апогею восени 1931 — весною-літом 1932 року. З метою упокорення українських селян і знищення в УСРР самодіяльних селянських господарств влада посилила карально-репресивні акції — встановила на 1932—1933 роки нереальні для виконання хлібозаготівлі та цілеспрямовано позбавляла селян засобів до існування, що стало причиною Голодомору — смерті мільйонів українців від голоду з весни 1932 до 1933 року.

## Перебіг подій

### Внутрішньопартійний опір

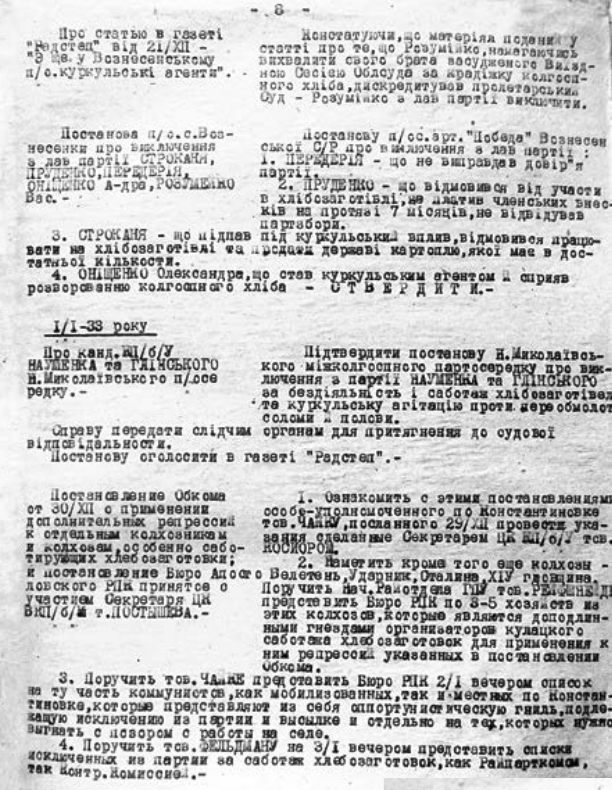
Постанови Мелітопольського РПК КП(б)У про покарання комуністів, які «саботують» хлібозаготівлі, 29 грудня 1932 — 1 січня 1933 років

Встановлені центральним радянським керівництвом, Радою Народних Комісарів СРСР і ЦК ВКП (б), надмірні плани хлібозаготівель для УСРР на 1932 рік незабаром викликали в українських радянських партійних діячів протест через розуміння нереальності їхнього виконання. Зокрема проти завищених планів безуспішно виступали деякі делегати на III Всеукраїнській партконференції у липні 1932 року.
За офіційними донесеннями, багато місцевих партійних діячів по всій Україні, відповідальних за хлібозаготівлю, виходило з комуністичної партії, кидали партійні квитки та відмовлялося від виконання хлібозаготівель, вважаючи план нереальним і таким, що прирікав селянство на голод чи можливі повстання проти радянської влади. Доходило й до погроз, як, наприклад, у заяві голови сільради села Журбинців Житомирської області у розмові з уповноваженим МПК: «план нереальний, ми хліба не дамо, жінки наші візьмуть вила й поубивають тих, що захотять взяти хліб». Деякі місцеві партійні керівники (зокрема, голови колгоспів) подавали до центральної влади занижені дані про результати хлібозаготівель, натомість приховані продукти роздавали голодному населенню.
Як повідомляв Секретно-політичний відділ ОДПУ, станом на 22 вересня 1932 року, з початку хлібозаготівель у 1932 році зафіксовано відмови від прийняття планів у 446 сільрадах у 92 районах УСРР. За доповіддю заступника голови ОДПУ при РНК СРСР Всеволода Балицького, за 4 місяці після початку хлібозаготівель до 15 листопада 1932 року було заарештовано за справами хлібозаготівель 11 тисяч осіб, з 15 листопада до 15 грудня 1932 року — 16 тисяч осіб, з них 435 партійних діячів, 2260 осіб з колгоспного апарату, зокрема 409 голів і 441 бухгалтер та рахівник, а також 107 голів сільрад; до розстрілу засуджено 108 осіб і ще 100 осіб перебувало на розгляді.
У грудні 1932 року надзвичайна хлібозаготівельна комісія в Україні на чолі з В'ячеславом Молотовим провела показову карально-репресивну акцію проти керівного складу районного партійного комітету, райвиконкому та працівників господарських установ Оріхівського району Дніпропетровської області за звинуваченням у «організованому саботажі» хлібозаготівель і «прихованні справжньої врожайности». Подібні показові карально-репресивні заходи були застосовані до партійних та господарських установ кожної з областей УСРР, а також у кожному районі. За листопад — початок грудня 1932 року органи ДПУ УСРР заарештували 1830 працівників колгоспів, з них 340 голів та 750 членів правлінь.

### Поширення протестних настроїв

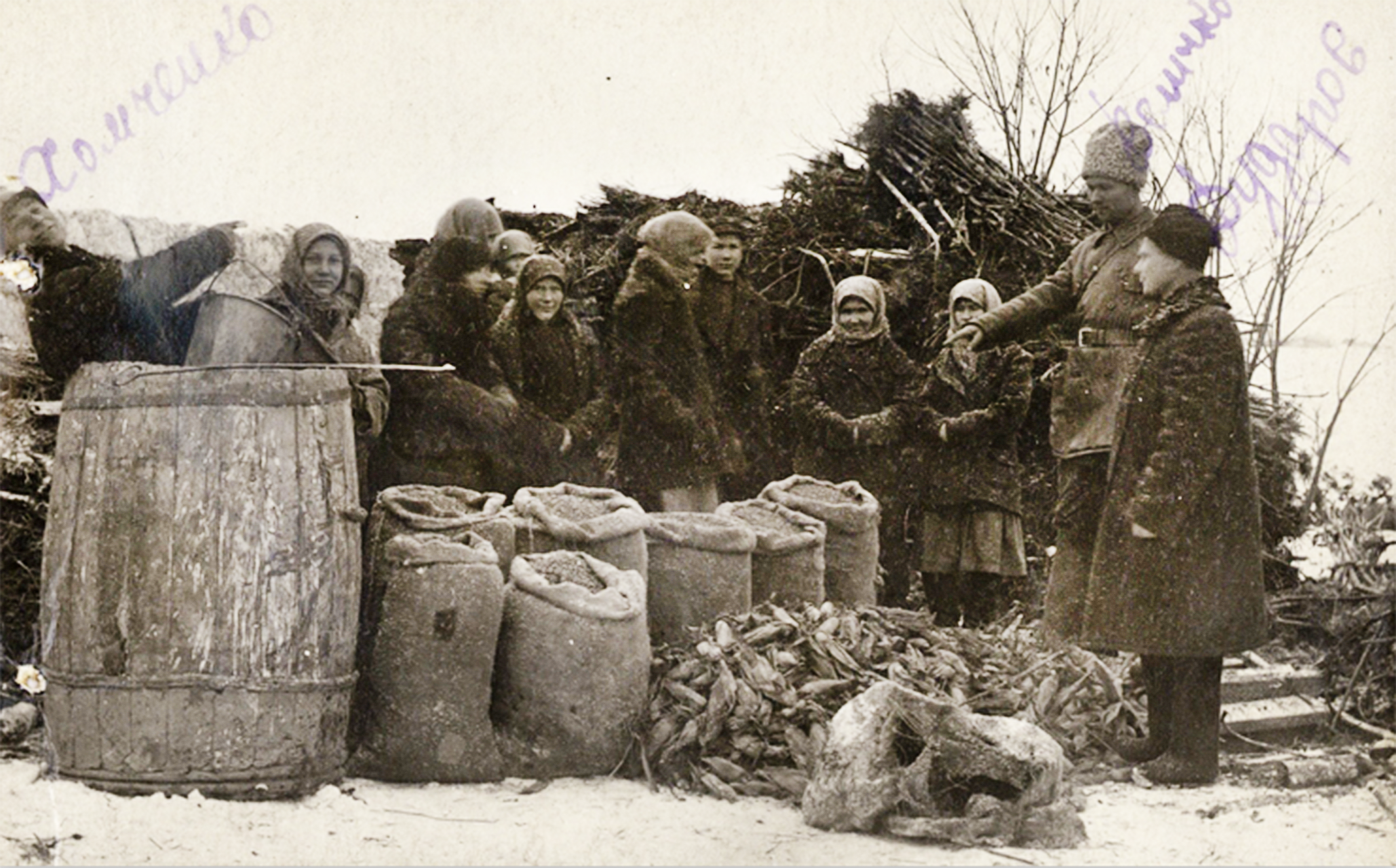
Вилучення овочів у селян у селі Новокрасне Одеської області, листопад 1932 року.

Найпоширенішою формою селянського опору надмірним хлібозаготівлям було переховування зерна. Здебільшого його ховали, закопуючи у ямах, рідше — у грубці, печі тощо. Як писав Лазар Каганович, деякі колгоспники (насамперед тих небагатьох колгоспів, які виконали плани хлібозаготівель), допомагали селянам-одноосібникам, переховуючи у себе їхнє зерно.

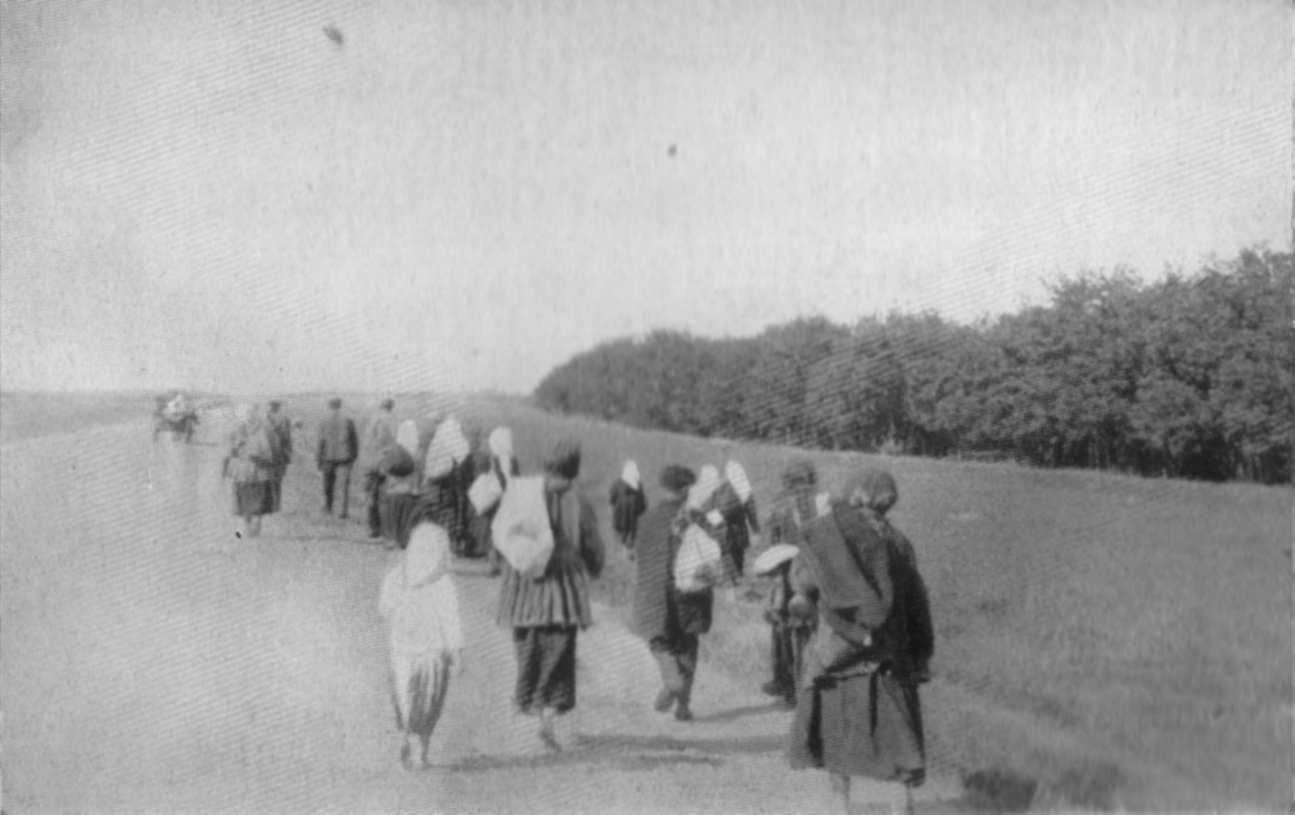
«Голод змушує селян подорожувати», світлина Александра Вінербергера, зроблена під час поїздки в Харків у 1933 році

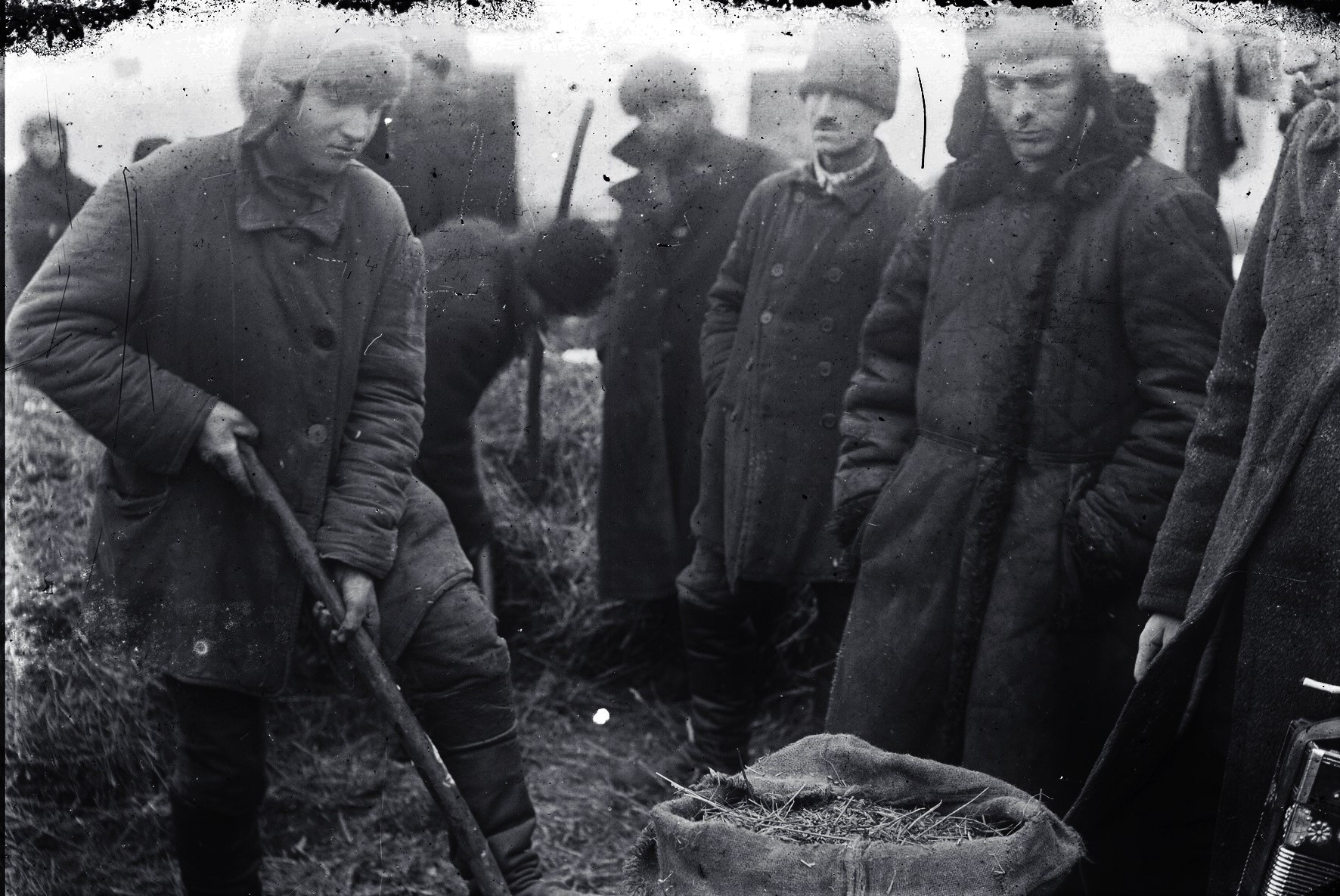
Пошук хліба в одному зі сіл Гришинського району Донецької області, 1932 рік

Люди масово й часто нелегально тікали від голоду у міста чи за межі УСРР — передусім у Західну Україну, Білоруську РСР, Центрально-Чорноземну область РРФСР чи Румунію. Донесення ОДПУ СРСР за квітень 1932 року фіксують «продовольчі ускладнення» (рос. «продовольственные затруднения») в Харківській, Київській, Одеській, Дніпропетровській та Вінницькій областях. У донесеннях йшлося про голод на селі, фіксуються випадки опухання з голоду, факти голодної смерті, харчування падлом тощо. Через це відзначається різке зростання «неорганізованого відхідництва» (рос. «неорганизованного отходничества»), тобто втеч селян у пошуку продовольства. За неповними даними, за січень 1932 року таке «неорганізоване відхідництво» із села в міста й промислові центри становило по УСРР 126 720 осіб. Зі січня до 20 травня 1932 року тільки з 21 району УСРР «неорганізованим порядком» виїхало близько 116 тисяч осіб, а за перерахунком на усі 484 районів — загалом могло становити майже 3 мільйони осіб. За даними ОДПУ СРСР, у липні 1932 року голодом в УСРР були охоплені 127 районів і Автономна Молдовська СРР, з деяких районів у пошуках продовольства виїхало до половини населення.
Радянське керівництво, незадоволене втечею населення від голоду, наприкінці 1932 — на початку 1933 року ухвалило низку рішень для зупинення та повернення селян. 27 грудня 1932 року на території СРСР запроваджений єдиний паспортний режим, внаслідок чого селянам фактично стало заборонено покидати села. 22 січня 1933 року ОДПУ зі схваленням Йосипом Сталіним видала директиву № 50031 про заборонену виїзду селян з охоплених голодом УСРР і Кубані. За директивою, після перевірки затриманих «злісних контрреволюційних елементів» передбачалося ув'язнювати в концтаборах, решту повертати назад, а тих, хто відмовляється від повернення, виселяти в «куркульські спецпоселення» в Казахстан. За перші півтора місяця дії цієї директиви було затримано майже 220 тисяч селян, з них понад 186 тисяч повернули в голодні села.
Фіксувалися випадки відкритого невдоволення селян радянською владою та непомірними хлібозаготівлями, які прирікали людей на голод. Серед населення широко побутували думки про наближення антирадянських повстань і повалення більшовицької влади. Багато инших же, селян, робітників, а подекуди й міліціонерів, очікувало прийдешньої війни СРСР проти західних держав чи Японії, внаслідок якої повинен був повалений радянський тоталітарний режим.

### Активний спротив
Одеса. «Союз Вільної України»
Конверт, знайдений 5 квітня 1932 року на станції Полтава.
Листівка, знайдена у квітні 1932 року у вагоні товарного поїзду № 930 на станції Ромодан Полтавського району.

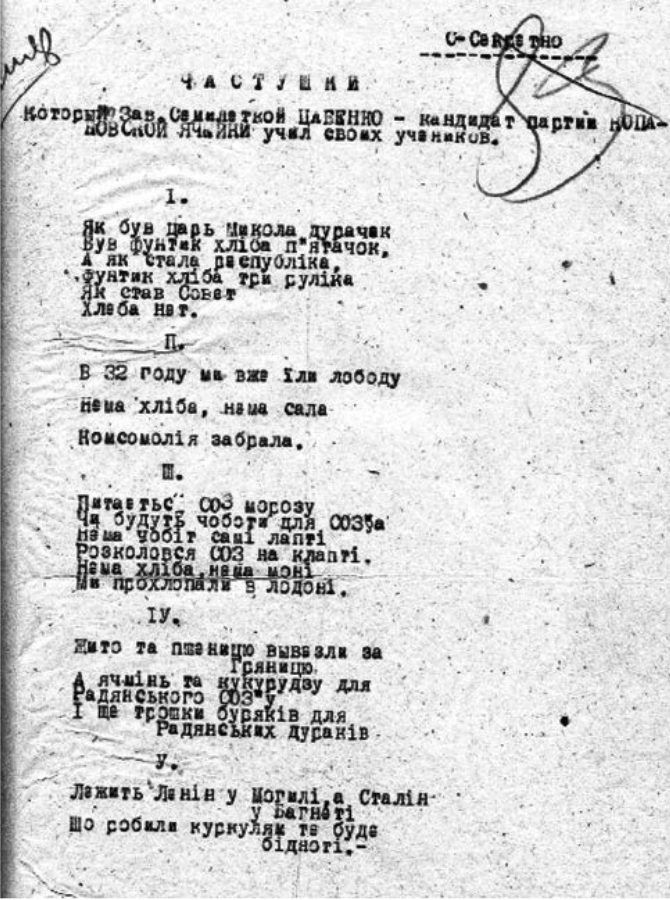
Частівки про голод, які завідувач Копанівської семилітньої школи Цабенко читав учням, Дніпропетровська область, 1932 рік.

У 1932 році в українських селах і містах масово почали розповсюджуватися листівки, прокламації, звернення та відозви зі закликами до непокори радянській владі. В усній та письмовій формі поширювалися викликані голодом антирадянські оповідки, прислів'я, приказки, анекдоти, співанки, частівки тужливо-розпачливого, насмішкувато-іронічного та уїдливо-саркастичного змісту. Нерідкими були усні заклики до повстання, до фізичної розправи над партійцями, до збройної протидії хлібозаготівлі тощо.
Протягом літа 1932 року набув масового явища вихід селян з колгоспів. Тільки у червні 1932 року заяви про вихід із колгоспів подали 14 055 осіб у 475 колгоспах у 111 районах УСРР, здебільшого у Вінницькій, Київській та Харківській областях. Якщо за дві перші декади червня у Київській області надійшло 1109 заяв, то у третій декаді червня — вже 2211, у Вінницькій 2835 і 2965 заяв відповідно. Загалом за першу половину 1932 року з колгоспів в Україні вийшло 41 200 селянських господарств. У липні 1932 року ця тенденція лише посилилася — тільки за першу декаду липня надійшло 13 743 заяви про вихід з 417 колгоспів у 73 районах УСРР.
Набув стихійного характеру саботаж селянами хлібозаготівель — приховання від вилучення харчів, неякісне обмолочення для збереження у відходах збіжжя, затягнення вивезення запасів. Деякі селяни висловлювали протест, навмисно пошкоджуючи чи нищачи колгоспне майно. Иншою формою спротиву в умовах постійних реквізицій продовольства була відмова від безрезультатної праці — селяни різали худобу, скорочували посівні площі, висловлювали небажання працювати, не виходили на роботу в колгоспах чи взагалі відмовлялися сіяти.

### Виступи та напади

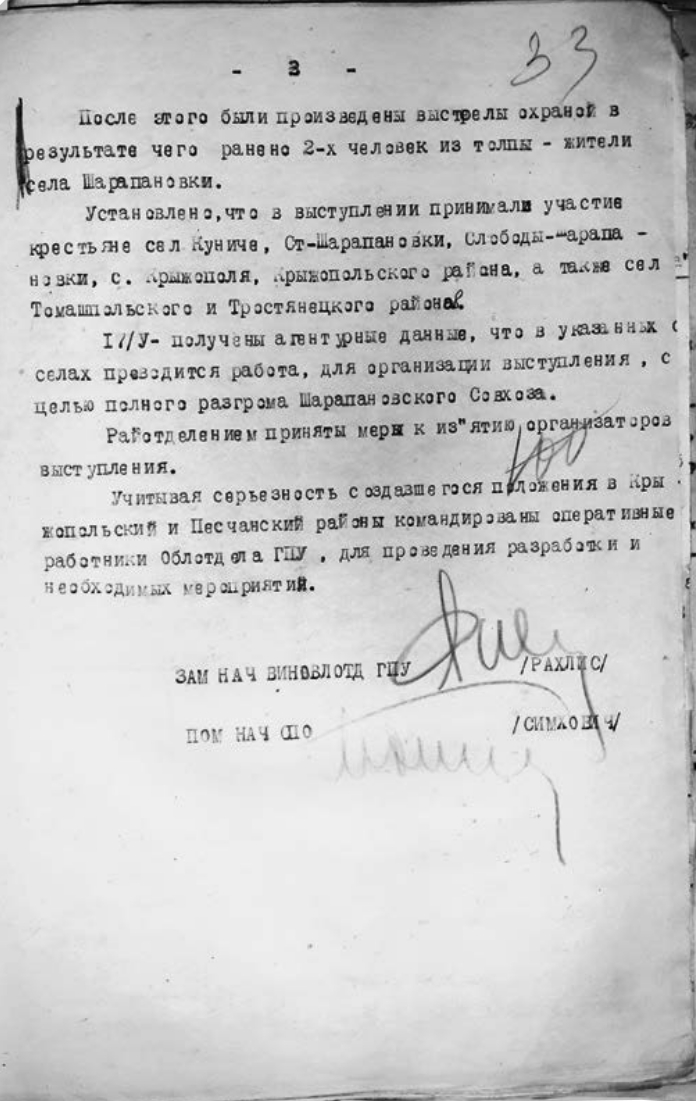
Спецповідомлення Вінницького ДПУ про масові протести в Крижопільському районі Вінницької області, травень 1932 року.

У січні — травні 1932 року починають відбуватися масові виступи селян, спочатку як голодні заворушення, групові та масові зібрання біля сільрад з вимогами надати їм харчування. Виступи селян, які супроводжувалися вимогами чи самочинним розбиранням продовольчих запасів (насамперед хліба) та иншого раніше відібраного більшовиками майна, влада називала «волинками». У березні 1932 року число масових виступів різко зросло. Водночас, як зазначають інформаційні огляди ОДПУ СРСР, переважна більшість масових виступів (243 із 257), які відбулися за пів року, «були на ґрунті хлібозаготівель і за останній час — продовольчих утруднень». Підтвердженням цього є численні факти масових нападів на хлібні магазини, зумовлених голодом. Зокрема, у квітні 1932 року у Потіївському районі селяни розгромили колгоспні комори. У травні 1932 року секретар Любарського райпарткому повідомляв обласний комітет ЦК КП(б)У про те, що «У селі Провалівка колгоспники розібрали насіннєву картоплю, у селі Стрижівка населення вночі вибирає із землі для їжі посаджену картоплю та моркву-висадку на насіння». За даними ОДПУ СРСР, статистика виступів і «волинок» за грудень 1931 — березень 1932 років була такою:
| Місяць, рік        | Число виступів і «волинок» | Число учасників |
| ------------------ | -------------------------- | --------------- |
| Грудень 1931 року  | 7                          | 720             |
| Січень 1932 року   | 45                         | 3260            |
| Лютий 1932 року    | 34                         | 993             |
| Березень 1932 року | 145                        | 15 658          |
| Разом              | 231                        | 20 631          |

Поряд із різким зростанням загального числа виступів зросла й середня кількість їхніх учасників — 300—500 осіб.
Як повідомляв заступник Народного комісара юстиції і Генерального Прокурора УСРР А. Приходько в інформаційному листі від 31 травня 1932 року, у Пулинському районі Київської області «волинки» відбулися у 12 селах, організованих майже винятково жінками, багато з яких були дуже виснажені та опухлі від голоду, й супроводжувалися розбиранням селянами продуктів і посівних матеріялів, нападами на партійців і вимогами надати харчування. Водночас подібні масові селянські виступи відбулися в Оболонянському, Хорольському, Великобагачанському, Лохвицькому та инших районах. З 5 до 12 травня 1932 року у «волинках», що відбулися в Харківський області, взяло участь близько 3–4 тисячі осіб, здебільшого жінок (60–70 %). Виступи в Харківській області продовжилися й влітку 1932 року. Під час виступів навесні та влітку 1932 року в УСРР траплялися випадки самовільного повернення з колгоспів селянами худоби.
Селяни-бідняки часто співчували заможним селянам та селянам-середнякам, яких радянська влада називала «куркулями» і цілеспрямовано позбавляла засобів до існування — виселяла та відбирала майно («розкуркулювала»). Траплялися випадки, коли натовпи селян ставали на захист своїх заможніших односельців і середняків, коли до тих приходили партійні активісти з метою «розкуркулення».
Однією з найгостріших форм помсти селян радянському режиму за грабіж і голод були відплатні розправи над партійними активістами, місцевими керівниками, уповноваженими райкомів і вчителями, які проводили хлібозаготівлі чи були місцевими представниками більшовицької влади. Щомісяця про випадки нападів і вбивств партійців у селах повідомляв генеральному секретарю ЦК КП(б)У Станіславу Косіору Народний комісар юстиції і Генеральний прокурор УРСР Василь Поляков. З 15 грудня 1931 року до 28 квітня 1932 року лише у Вінницькій області відбулося 37 терактів, з них 8 убивств і 26 підпалів. З 1 жовтня 1931 по 31 березня 1932 в УСРР було скоєно 745 терактів, з них 325 фізичних.
Демонструючи вжиті заходи в боротьбі з народним спротивом в УСРР, ОДПУ СРСР звітувало про те, що зі жовтня по першу декаду березня 1932 року по 66 районах було викрито 80 «куркульських і антирадянських угруповань» (з них 3 — у колгоспах), 22 «контрреволюційні організації», що поширювали свою діяльність на 48 районів. За підозрою у скоєнні «терактів» за цей проміжок часу було заарештовано 836 осіб, зокрема 236 «куркулів і заможних». Розкрито за цей період 161 теракт й арештовано 327 осіб.
За проміжок часу з 1 січня по 15 липня 1932 року в Україні зареєстровано 923 масові виступи (57 % із 1630 загалом по СРСР за 7 місяців), причому в це число не включено чимало «волинок», якими супроводжувалися виходи з колгоспів. У липні і серпні 1932 року в УСРР відбулося 216 масових виступів з поступовим зростанням числа учасників (їхня кількість в окремих виступах досягала 1 тисячі осіб) та випадками побиття партійних чиновників.
За першу половину 1932 року ОДПУ СРСР звітувало про розкриття 118 «куркульських контрреволюційних організацій» із загальним числом учасників 2479 осіб; крім того, «по національній контрреволюції» було виявлено 35 груп із 562 учасниками. За спецзведеннями ОДПУ СРСР, ці «контрреволюційні організації» мали «повстанський характер» і займалися «вербуванням повстанських кадрів і підготовкою збройного повстання». Функціонери ОДПУ СРСР не раз підкреслювали, що за масовими антирадянськими проявами УСРР стоїть на першому місці. За оцінками істориків, у 1932 роках в українських селах було здійснено понад 1000 терактів проти радянської влади.
З серпня 1932 року з посиленням з боку більшовицького режиму репресивно-каральних дій та зі збільшенням смертності від голоду опір став пасивнішим. У листопаді 1932 року радянська влада готує заходи зі знищення опору хлібозаготівлям. 18 листопада 1932 року Політбюро ЦК видає таємну директиву щодо розробки спеціяльного плану ліквідації «кулацьких і петлюрівських гнізд». 22 листопада 1932 року голова ДПУ Станіслав Реденс звертається до генерального секретаря ЦК КП(б)У Станіслава Косіора для затвердження плану операції «з нанесення оперативного удару по класовому ворогу», яка охоплювала 243 райони України. За серпень 1932 — першу декаду 1933 року більшовицька влада здійснила 36 787 арештів, з них 14 230 у листопаді 1932 року та 15 690 у грудні 1932 — першій декаді січня 1933 року. За листопад 1932 — січень 1933 року ДПУ виявило 1200 «куркульсько-петлюрівських груп у колгоспах» в УСРР, більшість яких звинувачували у приховуванні від вивозу хліба з метою порятунку голодного населення. Наприкінці грудня 1932 року у доповідній записці заступник голови ОДПУ при РНК СРСР Всеволод Балицький повідомляє про нібито підготовку навесні 1933 року повстання в Україні.
У серпні-вересні 1933 року ДПУ викрила та заарештувала учасників підпільної організації «Головний Штаб Національно-Повстанських Військ», яка діяла весною-літом 1933 року в Борівському, Ізюмському та инших районах Харківської області й боролася з грабіжницькими хлібозаготівлями та готувалася до масового повстання на півдні Харківщини з метою повалення радянської влади та відновлення Україною незалежності.

### За межами УСРР
Українці за межами УСРР також здійснювали спроби боротися зі штучним голодом у СРСР. У липні 1933 року зусиллями послів та сенаторів Української Парляментарної Репрезентації Сойму та Сенату Польщі створений Український громадський комітет рятунку України, який займався розповсюдженням інформації у межах тогочасної Польщі та на міжнародній арені про здійснення радянським режимом геноциду українців, проводив акції протесту проти Голодомору та допомагав постраждалим від голоду жителям УСРР. 21 жовтня 1933 року у Львові член ОУН Микола Лемик на знак протесту проти Голодомору застрілив співробітника ІНВ ОДПУ та консульства СРСР у Львові Олексія Майлова.

## Наслідки
Проведений радянською владою Голодомор 1932—1933 років в Україні був вирішальним інструментом у придушенні народного спротиву більшовицькому режиму, який почав зростати в українських селах у 1928—1929 роках. У січні 1934 року, після проведення в 1933 році масштабних політичних репресій, П. Постишев звітував, що «минулий рік став роком розгрому націоналістичної контрреволюції».

### Радянські документи
- Польща та Україна у тридцятих-сорокових роках XX століття: Невідомі документи з архівів спеціальних служб. — Варшава; Київ, 2008. — Т. 7: Голодомор в Україні 1932-1933. — 1304 с.
- Розсекречена пам'ять: Голодомор 1932–1933 років в Україні в документах ҐПУ–НКВД. — К. : Вид. дім «Києво-Могилянська академія», 2008. — 604 с.

### Монографії
- Спротив геноциду. Книга-каталог виставки / Український інститут національної пам'яті. — Львів-Київ : Часопис, 2015. — 80 с. — ISBN 978-966-2720-17-4.
- Махорін Г. Л. Форми опору українського селянства у часи Голодомору 1932—1933 рр. — 2017. — 168 с. — ISBN 978-617-7607-35-8.
- Махорін Г. Л. Опір Геноциду в 1932-1933 роках. — Житомир : В.Б. Котвицький, 2008. — 88 с. — ISBN 978-966-1663-04-5.

### Статті
- Бем Н. В. «Наш нарід мав свідомість своєї корінності, й він змагався…» // Сторінки історії. — 2015. — Вип. 39. — С. 113-126. Архівовано з джерела 20 березня 2022. Процитовано 5 грудня 2020.
- Зінченко А. Л. Повстання селянські проти більшовицького режиму 1929—1932 // Енциклопедія історії України : у 10 т. / редкол.: В. А. Смолій (голова) та ін. ; Інститут історії України НАН України. — К. : Наукова думка, 2011. — Т. 8 : Па — Прик. — С. 285. — ISBN 978-966-00-1142-7.
- Марочко В. І. Голодомор 1932–1933 років в УСРР // Енциклопедія історії України : у 10 т. / редкол.: В. А. Смолій (голова) та ін. ; Інститут історії України НАН України. — К. : Наукова думка, 2004. — Т. 2 : Г — Д. — С. 145-146. — ISBN 966-00-0405-2.
- Марочко В. І. Оріхівська справа // Енциклопедія історії України : у 10 т. / редкол.: В. А. Смолій (голова) та ін. ; Інститут історії України НАН України. — К. : Наукова думка, 2010. — Т. 7 : Мл — О. — С. 634. — ISBN 978-966-00-1061-1.
- Махорін Г. Л. Форми опору українського селянства у часи Голодомору 1932–1933 рр. // Гілея: науковий вісник. — 2016. — Вип. 109. — С. 68-70.